# Roland Cambier
Roland Cambier (Wasquehal, 12 november 1925 - Roeselare, 2 juni 2023) was een Belgisch judoka en judotrainer. Hij richtte verschillende judoclubs op.

## Levensloop
Nadat Cambier in zijn jeugd eerst atletiek (polsstokspringen en verspringen) had beoefend ontdekte hij op 25-jarige leeftijd het judo.
In de jaren '50 richtte hij een judoclub op in Roeselare. Het zou evenwel tot 1959 duren vooraleer de Roeselaarse Judovereniging echt erkend werd en een volwaardig bestuur had. Roland Cambier was er de trainer. De vereniging was toen actief in de zalen van het ACW. De vereniging sloot in 1962 aan bij de Belgische Judobond en kende al snel succes. Daarnaast stond hij mee aan de wieg van tal van Zuid-West-VlaanderenZuid-West-Vlaamse judoclubs in onder meer Ingelmunster, Izegem en Tielt. Heel wat judoclubs in de regio zouden Cambier vragen om bij de oprichting van hun club de nodige bijstand te geven, vooral op technisch en sportief vlak. Zo was hij onder meer betrokken bij de judoclubs van Moorslede, Ingelmunster en Ronse.
In 1963 werd Cambier te Elsene Belgisch kampioen in de klasse 2de dan. Verschillende van zijn leerlingen haalden een hoog niveau, en een aantal onder hen brachten het later eveneens tot Belgisch kampioen. Na zijn wedstrijdloopbaan bouwde Cambier een succesvolle carrière uit als scheidsrechter, en bracht het uiteindelijk tot internationaal scheidsrechter.
Overeenkomstig zijn succes kon Cambier in de loop der tijden opklimmen binnen het judo-graduatiesysteem. Hij werd een van de eerste Vlaamse 5de dan-houders, en werd achtereenvolgens de eerste Vlaamse 6de dan- (1982), 7de dan- (1992) en 8ste dan-graadhouder (2002).  In november 2015 behaalde Cambier als derde Belg ooit, de hoge judo graad van 9de dan. In België gingen enkel Théo Guldemont (2007) en Robert Plomb (2012) hem hierin vooraf. Sinds 2017 behoort ook de Limburger Valère Steegmans tot dit clubje. In de verkiezing van 'Het talent van Roeselare' of de grootste Roeselarenaar in 2013, werd Cambier elfde.